# Garvan-Olin-Medaille
Die Francis P. Garvan–John M. Olin-Medaille (engl. Francis P. Garvan-John M. Olin Medal) ist eine seit 1937 (seit 1946 jährlich) verliehene Auszeichnung der American Chemical Society (ACS) für besondere Leistungen von Wissenschaftlerinnen auf dem Gebiet der Chemie.
Gestiftet wurde die Francis P. Garvan Medal 1935 vom Anwalt Francis Patrick Garvan und seiner Frau. Garvan war Gründer der Chemical Foundation und einziger Preisträger der Priestley-Medaille (1929), der nicht Wissenschaftler war. Erste Preisträgerin war 1937 die Chemikerin Emma P. Carr. Von 1979 bis 1983 wurde die Auszeichnung durch die W. R. Grace and Company gesponsert und ab 1984 von der Olin Corporation. 1993 wurde die Auszeichnung zu Ehren von John M. Olin, dem Präsidenten von Olin Industries seit 1944 und späteren Vorstandsvorsitzenden der Olin Corporation, in Francis P. Garvan-John M. Olin Medal umbenannt.
Die Auszeichnung wird nur an Staatsbürgerinnen der Vereinigten Staaten verliehen und besteht aus einer Medaille mit Zertifikat und einem Preisgeld von 5000 US-Dollar.

## Preisträgerinnen
- 1937 Emma P. Carr
- 1940 Mary Engle Pennington
- 1942 Florence B. Seibert
- 1946 Icie Macy Hoobler
- 1947 Mary Lura Sherrill
- 1948 Gerty Cori
- 1949 Agnes Fay Morgan
- 1950 Pauline Beery Mack
- 1951 Katharine B. Blodgett
- 1952 Gladys Anderson Emerson
- 1953 Leonora N. Bilger
- 1954 Betty J. Sullivan
- 1955 Grace Medes
- 1956 Allene R. Jeanes
- 1957 Lucy W. Pickett
- 1958 Arda Green
- 1959 Dorothy V. Nightingale
- 1960 Mary L. Caldwell
- 1961 Sarah Ratner
- 1962 Helen M. Dyer
- 1963 Mildred Cohn
- 1964 Birgit Vennesland
- 1965 Gertrude E. Perlmann
- 1966 Mary L. Peterman
- 1967 Marjorie J. Vold
- 1968 Gertrude Belle Elion
- 1969 Sofia Simmonds
- 1970 Ruth Benerito
- 1971 Mary Fieser
- 1972 Jean'ne M. Shreeve
- 1973 Mary L. Good
- 1974 Joyce Jacobson Kaufman
- 1975 Marjorie C. Caserio
- 1976 Isabella Karle
- 1977 Marjorie G. Horning
- 1978 Madeleine M. Joullié
- 1979 Jenny P. Glusker
- 1980 Helen Free
- 1981 Elizabeth K. Weisburger
- 1982 Sara Jane Rhoads
- 1983 Ines Mandl
- 1984 Martha L. Ludwig
- 1985 Catherine Clarke Fenselau
- 1986 Jeanette G. Grasselli
- 1987 Janet G. Osteryoung
- 1988 Marye Anne Fox
- 1989 Kathleen C. Taylor
- 1990 Darleane C. Hoffman
- 1991 Cynthia M. Friend
- 1992 Jacqueline K. Barton
- 1993 Edith M. Flanigen
- 1994 Barbara J. Garrison
- 1995 Angelica M. Stacy
- 1996 Geraldine L. Richmond
- 1997 Karen W. Morse
- 1998 Joanna Fowler
- 1999 Cynthia A. Maryanoff
- 2000 F. Ann Walker
- 2001 Susan S. Taylor
- 2002 Marion C. Thurnauer
- 2003 Martha Greenblatt
- 2004 Sandra C. Greer
- 2005 Frances H. Arnold
- 2006 Lila M. Gierasch
- 2007 Laura L. Kiessling
- 2008 Elizabeth C. Theil
- 2009 Kathlyn A. Parker
- 2010 Judith C. Giordan
- 2011 Sherry J. Yennello
- 2012 Sue B. Clark
- 2013 Susan M. Kauzlarich
- 2014 Marsha I. Lester
- 2015 Angela K. Wilson
- 2016 Annie B. Kersting
- 2017 Barbara J. Finlayson-Pitts
- 2018 Valerie J. Kuck
- 2019 Lisa McElwee-White
- 2020 Caroline Chick Jarrold
- 2021 Carol J. Burns
- 2022 Anne B. McCoy
- 2023 Jeanne E. Pemberton
- 2024 Donna M. Huryn
- 2025 Jean Chmielewski[4]
- 2026 Ah-Hyung Park[5]